# Enamorándote
Enamorándote é o décimo primeiro álbum de estúdio da dupla sertaneja Rayssa & Ravel, lançado em 2007 pela gravadora MK Music.
O álbum é uma versão em espanhol do CD Apaixonando Você e foi predominantemente produzido por Melk Carvalhêdo, exceto "Dios de Milagros", assinada por Jairinho Manhães.

## Contexto
Em 2005, Rayssa & Ravel lançou o álbum Apaixonando Você, que foi o primeiro disco do cenário evangélico a ter um repertório completamente romântico. Gravar discos em espanhol para o mercado hispânico eram uma tradição de artistas da gravadora MK Music desde a segunda metade da década de 1990, e a dupla recebeu o convite para a produção de Enamorandoté. O projeto usou os instrumentais do álbum original, e o repertório foi predominantemente preservado, com a remoção de "Universo de Amor" e a inclusão de "Dios de Milagres", original do álbum Além do Nosso Olhar (2004). "Saudade", versionada para "Te Extraño", foi interpretada por Rayssa, ao contrário da versão original, que era cantada por Ravel.

## Lançamento e recepção
| Críticas profissionais | Críticas profissionais |
| Avaliações da crítica  | Avaliações da crítica  |
| Fonte                  | Avaliação              |
| ---------------------- | ---------------------- |
| Super Gospel           | [ 3 ]                  |

Enamorandoté foi lançado pela gravadora carioca MK Music em 2007. Em análise retrospectiva do Super Gospel, a obra recebeu cotação de 3,5 estrelas de 5, com o comentário de que "A apoiar-se no melhor álbum dos anos 2000 lançado pelos artistas, Enamorándote é semelhante ao disco original".
"Nuestro Amor" foi escolhida como a música de trabalho da obra e recebeu versão em videoclipe.

## Faixas
1. Cancíon de Mi Amado
2. Enamorándote
3. Amor Probado
4. Usted
5. Te Extraño
6. Amo
7. Nuestro Amor
8. Amarte
9. Tu Eres Todo Para Mi
10. Fue Dios
11. Una Nueva Historia
12. Dios de Milagros